# São Tomé
São Tomé este capitala și cel mai mare oraș al statului São Tomé și Príncipe. Totodată este reședința provinciei São Tomé și a districtului Áqua Grande.

## Clima
| Date climatice pentru São Tomé | Date climatice pentru São Tomé | Date climatice pentru São Tomé | Date climatice pentru São Tomé | Date climatice pentru São Tomé | Date climatice pentru São Tomé | Date climatice pentru São Tomé | Date climatice pentru São Tomé | Date climatice pentru São Tomé | Date climatice pentru São Tomé | Date climatice pentru São Tomé | Date climatice pentru São Tomé | Date climatice pentru São Tomé | Date climatice pentru São Tomé |
| Luna                           | Ian                            | Feb                            | Mar                            | Apr                            | Mai                            | Iun                            | Iul                            | Aug                            | Sep                            | Oct                            | Nov                            | Dec                            | Anual                          |
| ------------------------------ | ------------------------------ | ------------------------------ | ------------------------------ | ------------------------------ | ------------------------------ | ------------------------------ | ------------------------------ | ------------------------------ | ------------------------------ | ------------------------------ | ------------------------------ | ------------------------------ | ------------------------------ |
| Maxima medie °C (°F)           | 30 (86)                        | 30 (86)                        | 31 (88)                        | 30 (86)                        | 29 (84)                        | 28 (82)                        | 28 (82)                        | 28 (82)                        | 29 (84)                        | 29 (84)                        | 29 (84)                        | 29 (84)                        | 29 (84)                        |
| Minima medie °C (°F)           | 23 (73)                        | 23 (73)                        | 23 (73)                        | 23 (73)                        | 23 (73)                        | 22 (72)                        | 21 (70)                        | 21 (70)                        | 21 (70)                        | 22 (72)                        | 22 (72)                        | 22 (72)                        | 22 (72)                        |
| Minima istorică °C (°F)        | 20 (68)                        | 20 (68)                        | 20 (68)                        | 20 (68)                        | 19 (66)                        | 19 (66)                        | 19 (66)                        | 19 (66)                        | 19 (66)                        | 19 (66)                        | 19 (66)                        | 19 (66)                        | 19 (66)                        |
| Precipitații mm (inches)       | 81 (3.19)                      | 107 (4.21)                     | 150 (5.91)                     | 127 (5)                        | 135 (5.31)                     | 28 (1.1)                       | 0 (0)                          | 0 (0)                          | 23 (0.91)                      | 109 (4.29)                     | 117 (4.61)                     | 89 (3.5)                       | 966 (38,03)                    |
| Sursă: BBC Weather             |                                |                                |                                |                                |                                |                                |                                |                                |                                |                                |                                |                                |                                |

## Orașe înfrățite
- Kingstown, Saint Vincent și Grenadine
- Lisabona, Portugalia[3][4]